# The Sims Life Stories
The Sims Life Stories er et Sims spil fra Maxis. Den her er en af det mere specielle sims-spil fordi, at i sims kan man selv bestemme om hvad der skal ske. Men I life stories (dansk:the sims:livets historier) skal man følge bestemte opgaver som fx. at klæde sig i fint tøj. En anden ting er at der kommer forskellige pop-up når det er meningen at det skal tale. Historien starter hvor man spiller rie (engelsk:riley) og senere kan spille martin (engelsk:mickey) som hver har deres historie. Spillet er designet specielt til bærbare og langsomme computer fordi at det ikke kræver så meget plads. Derfor kan man fx. ikke lave nye simmer downloade tøj eller lave nye nabolag eller bruge snydekoder. Hvis man registrer sig på sims stories hjemmesiden kan man downloade nye ting. Der er også nye karriere med og simmerne kan senere hen i historien få lov til at købe bestemte ting.
1. ↑  Navnet er anført på bokmål og stammer fra Wikidata hvor navnet endnu ikke findes på dansk.